# Ремзи Кољгеци
Ремзи Кољгеци (алб. Remzi Kolgeci; Вранић, код Суве Реке, 3. мај 1947 — Приштина, 9. март 2011) био је друштвено-политички радник САП Косова.

## Биографија
Рођен је 1947. године у селу Вранић код Суве Реке. Био је први покрајински секретар за одбрану албанске националности после уставних промена 1974. године. Обављао је највише политичке функције у Сувој Реци и на нивоу САП Косова.
Маја 1988. године, преузео је функцију председника Председништва САП Косова. После штрајка рудара у Трепчи и промена на врху партијске организације, Кољгеци је постао вршилац дужности председника Покрајинског комитета Савеза комуниста Косова од 17. новембра 1988. до 27. јануара 1989. године, када је на ту функцију изабран Рахман Морина.
Због неслагања са политиком партијског врха Косова, Србије и Југославије, Кољгеци је 5. априла 1989. године дао оставку на месту председника Председништва САП Косова и после тога се повукао из политике. Након тога је био директор неколико привредних организација. Био је и предавач на приватном универзитету „Илирија“ у Приштини.
Умро је 9. марта 2011. године у Приштини, након кратке болести.